# 馮安 (越南)
馮安（越南语：／，?—?），唐林地區（今越南河內市山西市社）人，是8世紀越南反唐起義軍的軍事首領。

## 生平
據越南吳士連撰寫的《大越史記全書》記載，在791年（唐貞元8年），他父亲馮興與他的叔叔馮駭接受杜英翰的建議，率眾起義。唐安南都護高正平發兵鎮壓，為馮興所敗，高正平憂驚而死。馮興去世後，其子馮安繼立。馮安為馮興上了尊號，稱為「布蓋大王」。「布蓋」一詞，在越南語中是「父母」的意思。唐朝派赵昌为安南都护，赵昌到任后，遣使招抚冯安，冯安率众投降，杜英翰被诛杀。

## 家族

### 祖父
- 馮合鏗（Phùng Hạp Khanh）

### 父
- 馮興，布蓋大王

### 叔父
- 馮駭，相率征服诸邑，馮興自称都君，馮駭自称都保